# Inge Auerbach
Inge Auerbach (* 16. Juli 1941 in Leipzig) ist eine deutsche Historikerin und Archivarin.

## Leben
Nach dem Schulbesuch in Leipzig, Kassel und Marburg an der Lahn studierte Auerbach Slavistik, Geschichte und Politologie an den Universitäten Marburg und Kiel. Sie legte 1968 ihr Staatsexamen in Kiel ab und wurde dort 1970 promoviert. 1980 erfolgte die Habilitation an der Universität Marburg in Osteuropäischer Geschichte. Zuletzt wirkte sie ebenda ab 1989 als außerplanmäßige Professorin. Von Beruf war sie Archivarin am Hessischen Staatsarchiv Marburg.
Auerbach legte Veröffentlichungen zur russischen Sprache und Geschichte des 16. Jahrhunderts, zur vergleichenden Ständegeschichte Ostmitteleuropas Anfang des 17. Jahrhunderts und zur hessischen Geschichte vor, insbesondere forschte sie zu den Hessen im Amerikanischen Unabhängigkeitskrieg zur Auswanderung aus Hessen-Kassel, zu den hessisch-russischen Beziehungen, zur Geschichte der Universität Marburg und zu Philipp dem Großmütigen und Osteuropa.
Auerbach war Mitglied der Historischen Kommission für Hessen. 1996 wurde sie ordentliches Mitglied des Johann Gottfried Herder-Forschungsrats.

## Schriften (Auswahl)
- (Bearb. mit Otto Fröhlich): Hessische Truppen im amerikanischen Unabhängigkeitskrieg. 6 Bände, Archivschule, Marburg 1974–1987.
- (Bearb.): Catalogus professorum academiae Marburgensis. Die Akademischen Lehrer der Philipps-Universität in Marburg von 1911 bis 1971 (= Veröffentlichungen der Historischen Kommission für Hessen. Band 15,2). Marburg 1979.
- (Hrsg.): Felder und Vorfelder russischer Geschichte. Studien zu Ehren von Peter Scheibert. Rombach, Freiburg i. Br. 1985.
- Die Hessen in Amerika 1776–1783. Darmstadt/Marburg 1996.
- Stände in Ostmitteleuropa. Alternativen zum monarchischen Prinzip in der frühen Neuzeit. Litauen und Böhmen. Sagner, München 1997.
- (Hrsg. mit Hans Lemberg): Peter Scheibert zum Gedächtnis. Nachrufe – Erinnerungen – Würdigungen. Universitätsbibliothek, Marburg 1997, ISBN 3-8185-0228-5.
- Der hessische Löwe und der russische Bär. Die Beziehungen zwischen Hessen-Kassel und Rußland 16.–20. Jahrhundert. Jonas, Marburg 2003, ISBN 3-89445-326-5.
- (Hrsg.): Reformation und Landesherrschaft. Vorträge des Kongresses anlässlich des 500. Geburtstages des Landgrafen Philipp des Großmütigen von Hessen vom 10. bis 13. November 2004 in Marburg. Elwert, Marburg 2005, ISBN 3-7708-1283-2.
- Von Bauern und Bäckern – Rußland in der Geschichte der Auswanderung aus Hessen. Zum 250. Jubiläum des Aufbruchs an die Wolga 1766 (= Schriften zur Sozial- und Wirtschaftsgeschichte. Band 30). Kovač, Hamburg 2017, ISBN 978-3-8300-9466-1.